# Bannwil
Bannwil (toponimo tedesco) è un comune svizzero di 681 abitanti del Canton Berna, nella regione dell'Emmental-Alta Argovia (circondario dell'Alta Argovia).

## Monumenti e luoghi d'interesse
- Chiesa riformata (già dei Santi Maria e Michele), attestata dal 1304 e ricostruita nel 1522 e nel 1679[1].

## Società

### Evoluzione demografica
L'evoluzione demografica è riportata nella seguente tabella:
Abitanti censiti

## Infrastrutture e trasporti

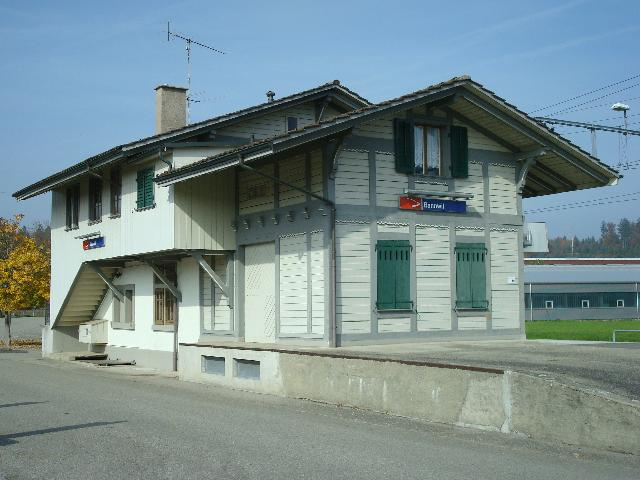
La stazione di Bannwil

Bannwil è servito dall'omonima stazione sulla ferrovia Langenthal-Niederbipp.

## Amministrazione
Ogni famiglia originaria del luogo fa parte del cosiddetto comune patriziale e ha la responsabilità della manutenzione di ogni bene ricadente all'interno dei confini del comune.